# Bildtafel der Verkehrszeichen in Norwegen
Die Bildtafel der Verkehrszeichen in Norwegen zeigt eine Auswahl wichtiger Verkehrszeichen in Norwegen. Sie sind im Forskrift om offentlige trafikkskilt, vegoppmerking, trafikklyssignaler og anvisninger geregelt.

## Gefahrenzeichen

Rechtskurve
Linkskurve
Doppelkurve, beginnt mit Rechtskurve
Doppelkurve, beginnt mit Linkskurve
Steigung
Gefälle
Beidseitige Straßenverengung
Einseitige Verengung, rechts
Einseitige Verengung, links
Unebene Fahrbahn
Bremsschwelle/Hubel
Baustelle
Rollsplitt
Steinschlag, rechts
Steinschlag, links
Schleudergefahr
Gefährlicher Fahrbahnrand
Bewegliche Brücke
Ufer
Tunnel
Kreuzung mit rechts vor links
Kreisverkehr
Ampel
Bahnübergang mit Schranken
Bahnübergang ohne Schranken
Einstreifige Bake
Zweistreifige Bake
Dreistreifige Bake
Eingleisiger Bahnübergang
Mehrgleisiger Bahnübergang
Straßenbahn
Fußgängerüberweg
Kinder
Radfahrer
Elche
Rentiere
Hirsche
Vieh
Schafe
Gegenverkehr
Stau
Flugzeuge
Militärische Aktivität
Seitenwind
Unfall/Unfallschwerpunkt
Skifahrer
Reiter
Andere Gefahren
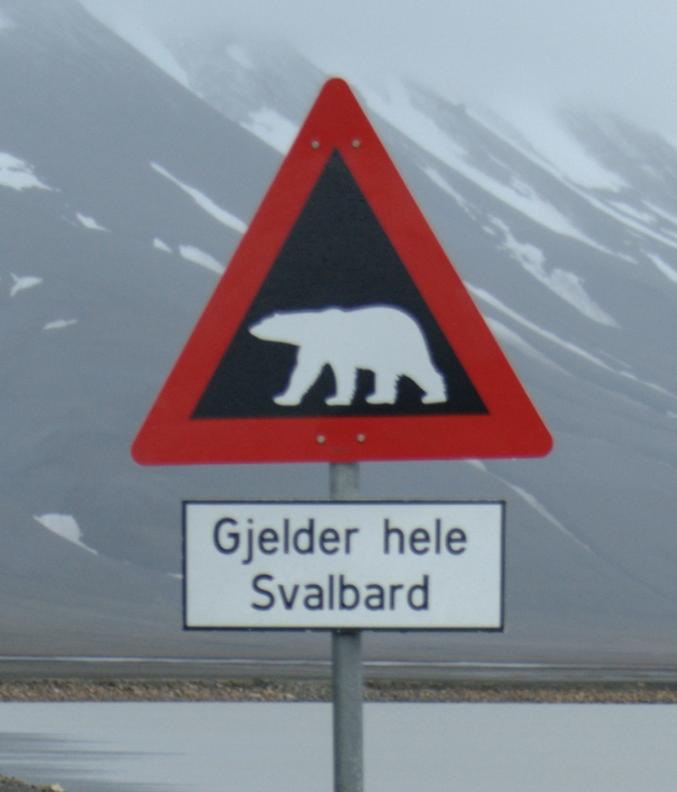
Eisbären

## Vortrittszeichen

Vorfahrt gewähren
Halt! Vorfahrt gewähren!
Vorfahrtstraße
Ende der Vorfahrtstraße
Vorfahrt an der Kreuzung
Dem Gegenverkehr Vorrang gewähren
Vorrang vor dem Gegenverkehr

## Verbotszeichen

Verbot der Einfahrt
Verbot der Durchfahrt für Fahrzeuge aller Art
Verbot der Durchfahrt für motorisierte, ein- und zweispurige Fahrzeuge (Autos, Motorräder und ähnliches)
Verbot der Durchfahrt für Traktoren
Verbot der Durchfahrt für Motorräder
Verbot der Durchfahrt für Lastkraftwagen
Verbot der Durchfahrt für Fahrräder
Verbot für Fußgänger
Verbot für Fußgänger und Fahrräder
Verbot für Reiter
Verbot der Durchfahrt für Lastkraftwagen mit Gefahrstoffgefährdender Ladung
Verbot der Durchfahrt für Lastkraftwagen über 3,5 Tonnen
Maximale Breite – hier 2,3 Meter
Maximale Durchfahrtshöhe – hier 3,5 Meter
Maximale Fahrzeuglänge für Lkw – hier 15 Meter
Maximales Gesamtgewicht – hier 12 Tonnen
Maximales Gesamtgewicht für Lkw mit Anhängern – hier 30 Tonnen
Maximales Achsgewicht – hier 3 Tonnen
Maximales Achsgewicht der Räder – hier 10 Tonnen
Stopp! Kontrolle
Stopp! Ladungs-Kontrolle
Stopp! Zoll
Verbot des Rechtsabbiegens
Verbot des Linksabbiegens
Verbot des Wendens
Verbot des Überholens
Verbot des Überholens für Lkw und sonstige Nutzfahrzeuge über 3,5 Tonnen
Aufhebung des Überholverbots
Aufhebung des Verbots des Überholens für Lkw und sonstige Nutzfahrzeuge über 3,5 Tonnen
Geschwindigkeitsbegrenzung
Aufhebung der Geschwindigkeitsbegrenzung
Beginn der Geschwindigkeits-begrenzungszone
Ende der Geschwindigkeits-begrenzungszone
Halten und Parken verboten
Parken verboten
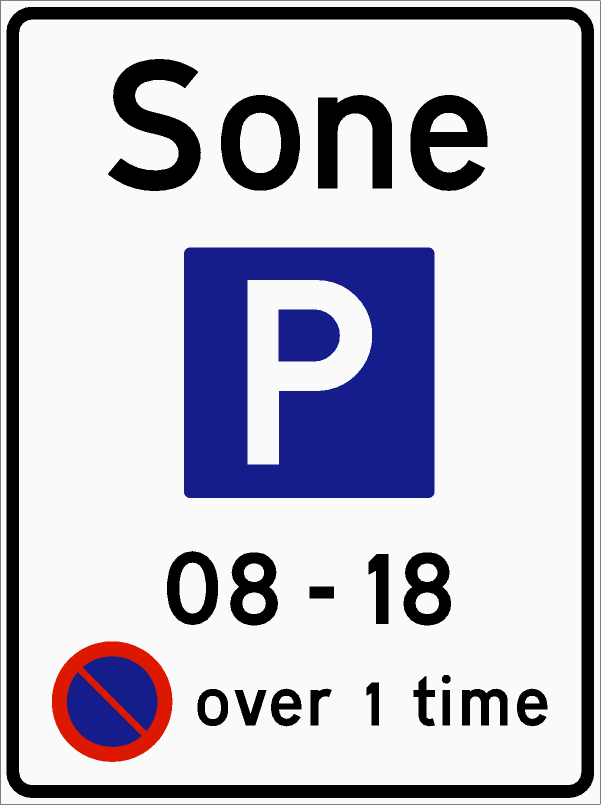
Beginn einer Parkraumbewirtschaftungszone
Beginn der Kurzparkzone
Ende einer Parkraumbewirtschaftungszone
Ende der Kurzparkzone

## Gebotszeichen

Vorgeschriebene Fahrtrichtung – rechts
Vorgeschriebene Fahrtrichtung – links
Vorgeschriebene Fahrtrichtung – geradeaus
Vorgeschriebene Fahrtrichtung – rechts
Vorgeschriebene Fahrtrichtung – links
Vorgeschriebene Fahrtrichtung – geradeaus und rechts
Vorgeschriebene Fahrtrichtung – geradeaus und links
Vorgeschriebene Fahrtrichtung – links und rechts
Vorgeschriebene Vorbeifahrt – rechts vorbei
Vorgeschriebene Vorbeifahrt – links vorbei
Kreisverkehr
Richtung im Kreisverkehr

## Hinweiszeichen

Autobahn
Kraftfahrstraße
Ende der Autobahn
Ende der Kraftfahrstraße
Schwerverkehrsspur für höherem Gewicht als angegeben
Ende der Schwerverkehrsspur
Fahrspur für Busse
Fahrspur für Busse/Taxis
Für Kraftfahrzeuge mit min. angegebener Personenzahl
Ende Busspur
Ende Bus-/Taxispur
Bushaltestelle
Straßenbahnhaltestelle
Taxistand
Fußgängerüberweg
Fußgängerstraße
Fahrradstraße
Fahrradfahrstreifen
Fußgänger- und Radweg
Treffpunkt/Versammlungsstätten
Einbahnfahrt bis zur ersten Kreuzung
Sackgasse in Front
Sackgasse nach dem Abbiegen (links)
Sackgasse, aber für Fußgänger/Radfahrer frei
Sackgasse, aber für Fußgänger/Radfahrer frei
Zusammenführung von zwei parallelen Fahrspuren
rechte Spur endet
Beginn einer weiteren Spur
Weitere Spur kommt von rechts hinzu
geänderter Fahrspurverlauf
Beginn verkehrsberuhigter Bereich
Ende verkehrsberuhigter Bereich
Beginn Fußgängerzone
Ende Fußgängerzone
Parkplatz
Nothaltebucht
Geschwindigkeitskontrolle
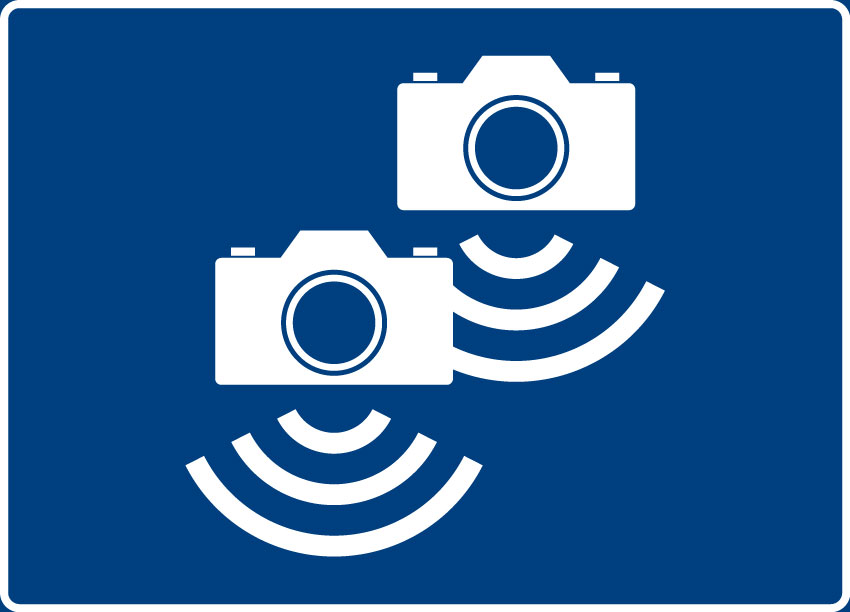
Abstandsmessung
Videoüberwachung
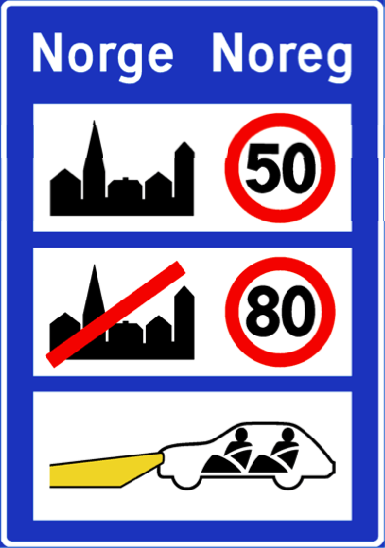
Grenzübergangsstelle
Informationstafel
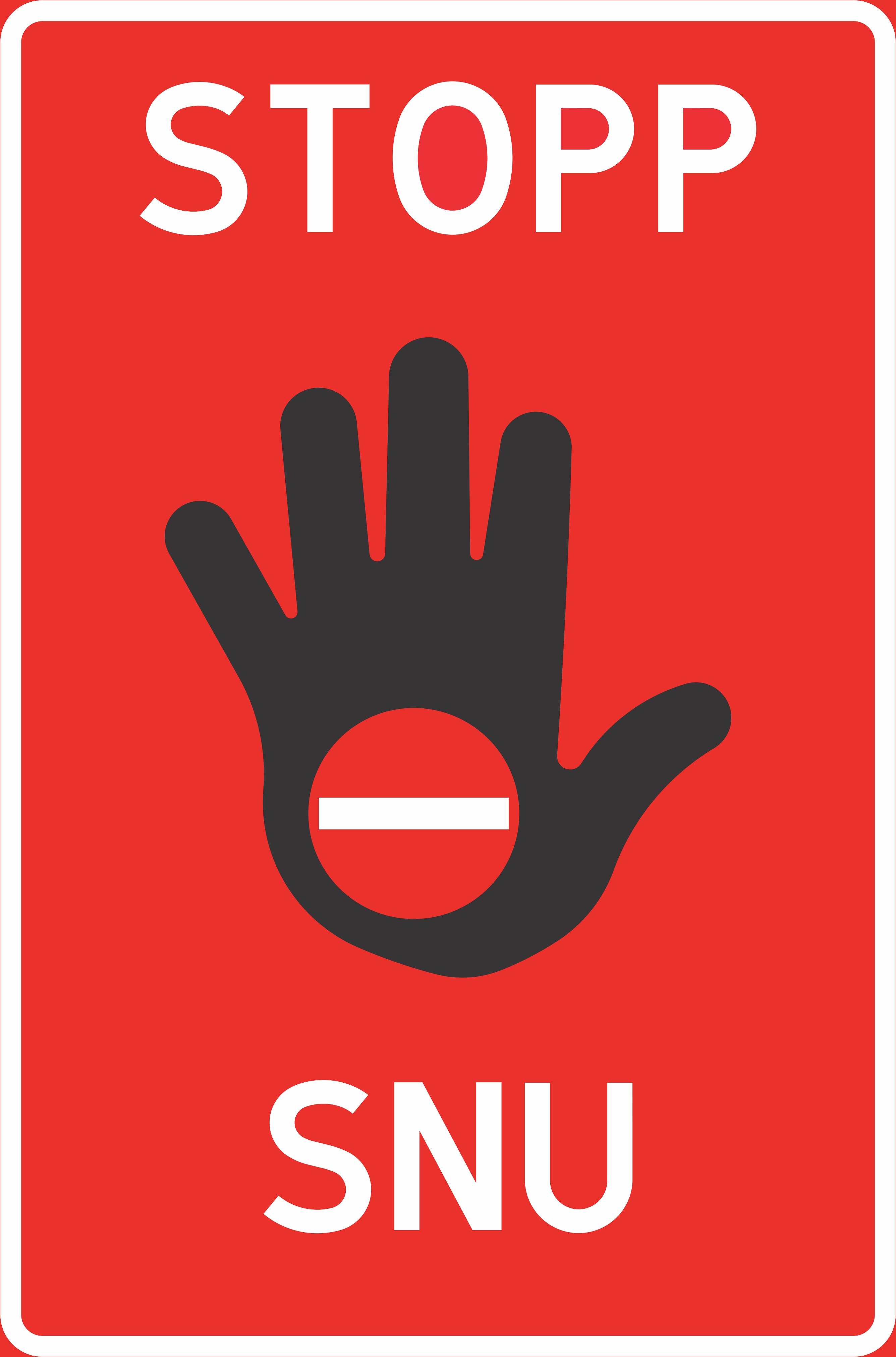
Anhalten – Falsche Fahrtrichtung
Notausgang rechts
Richtung und Entfernung zum Notausgang

## Servicezeichen

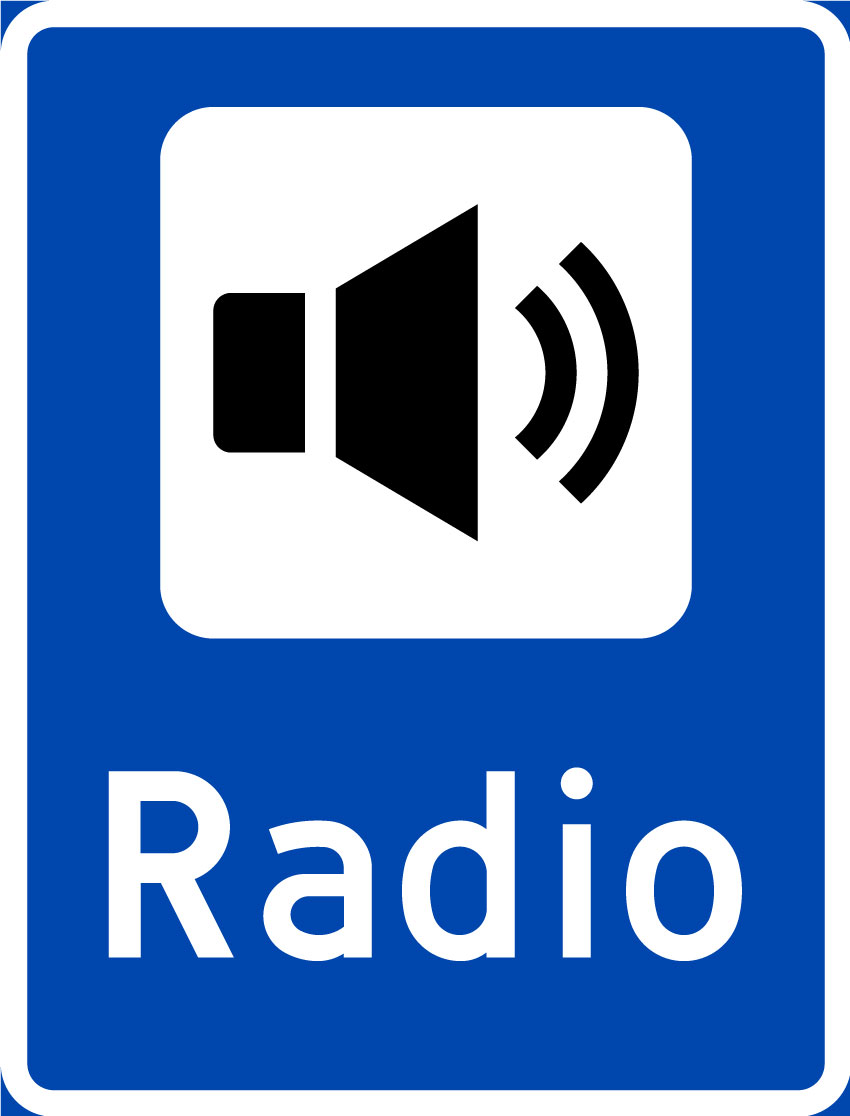
Erste Hilfe
Notruftelefon
Feuerlöscher
KFZ-Werkstatt
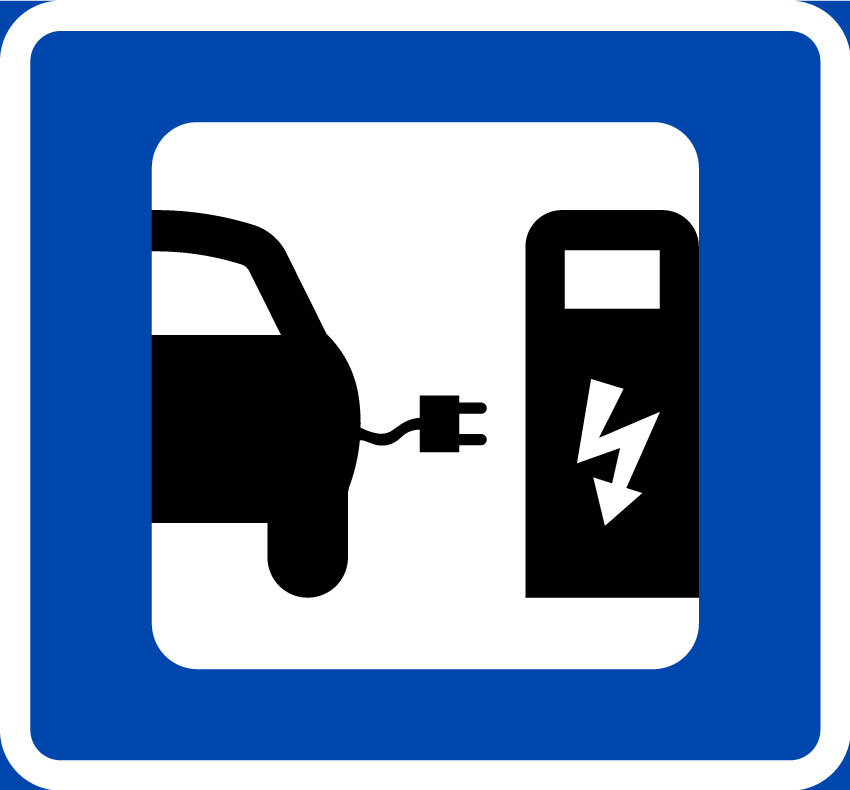
Elektroladesäule
Tankstelle mit Kraftstoff
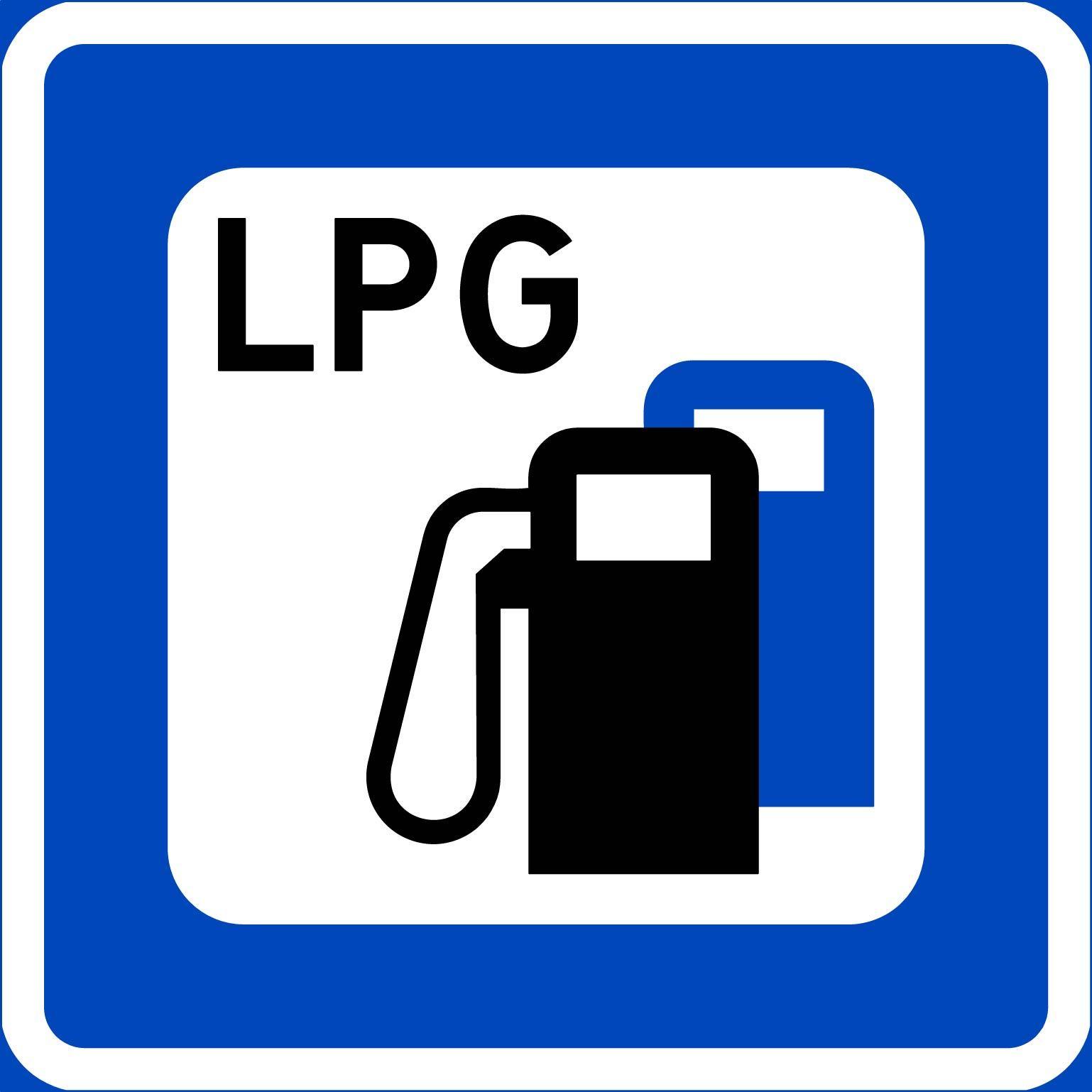
Tankstelle mit Kraftstoff/Autogas
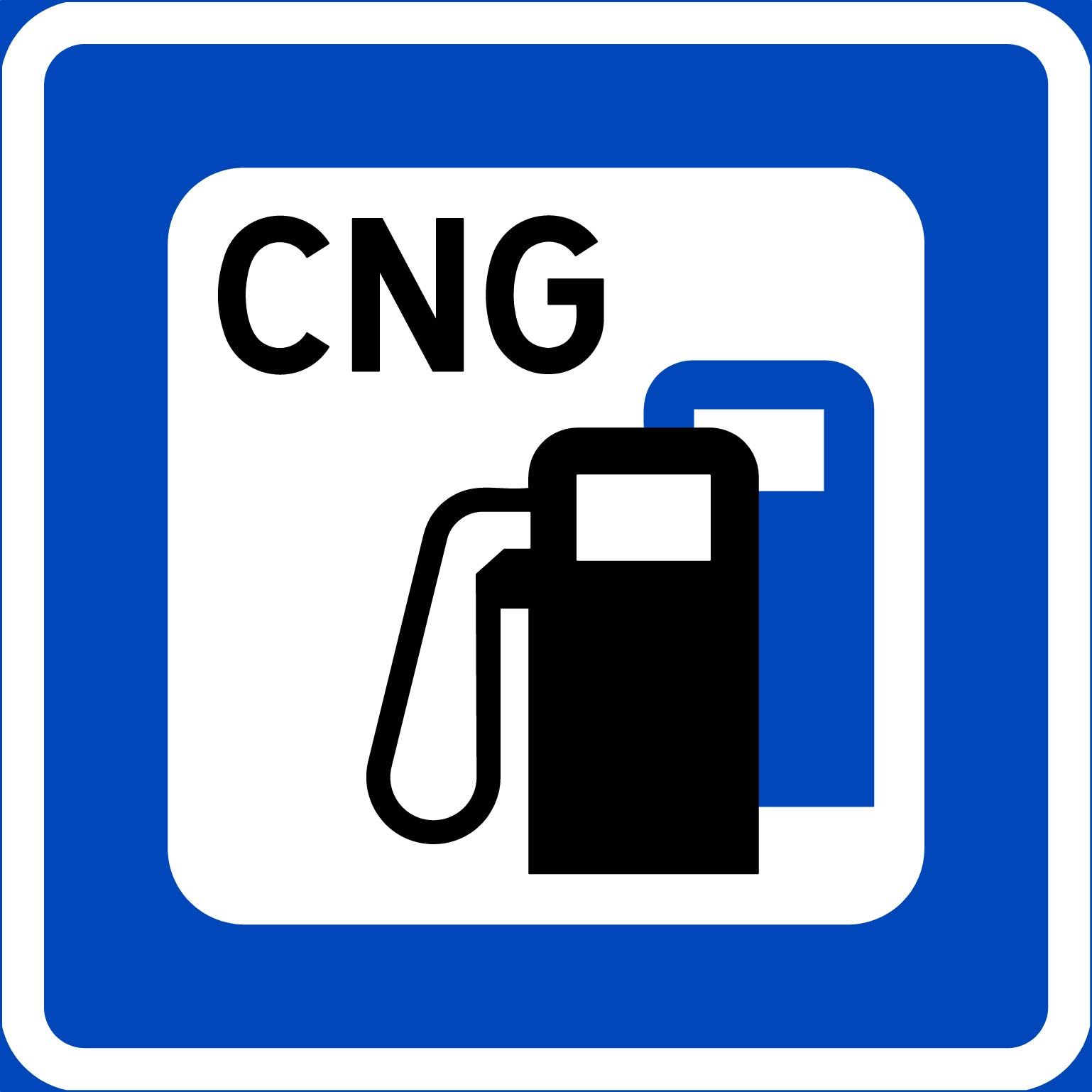
Tankstelle mit Kraftstoff/Erdgas
Entsorgungsstation
Toilette
Rastplatz
Rastplatz mit Toilette
Kiosk
Restaurant
Campingplatz
Wohnmobilstellplätze
Campinghütten
Jugendherberge/Hostel
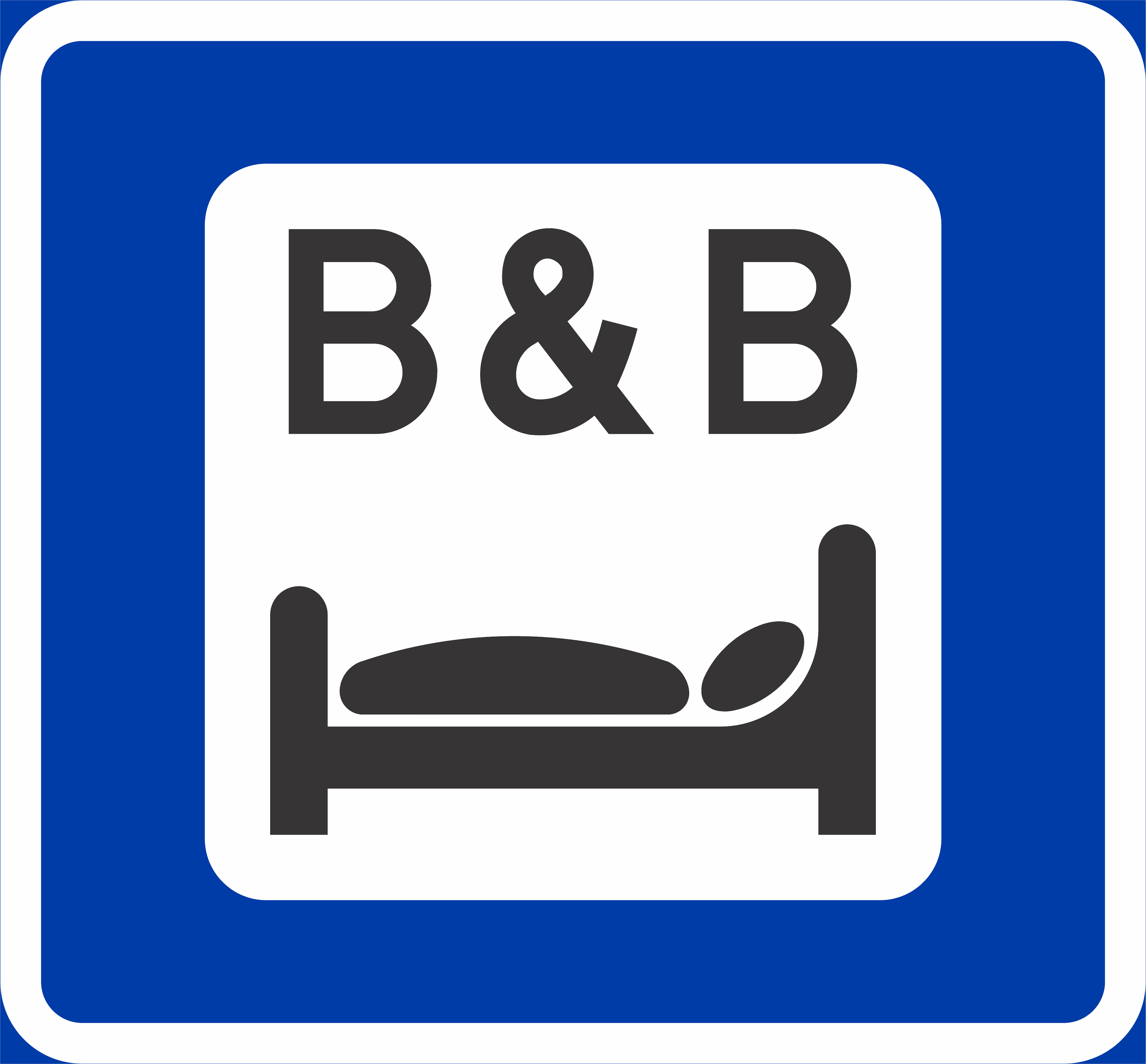
Zimmer mit Frühstück
Unterkunft
Information
Tourismusbüro
Wahrzeichen
Museum/Galerie
Aussichtspunkt
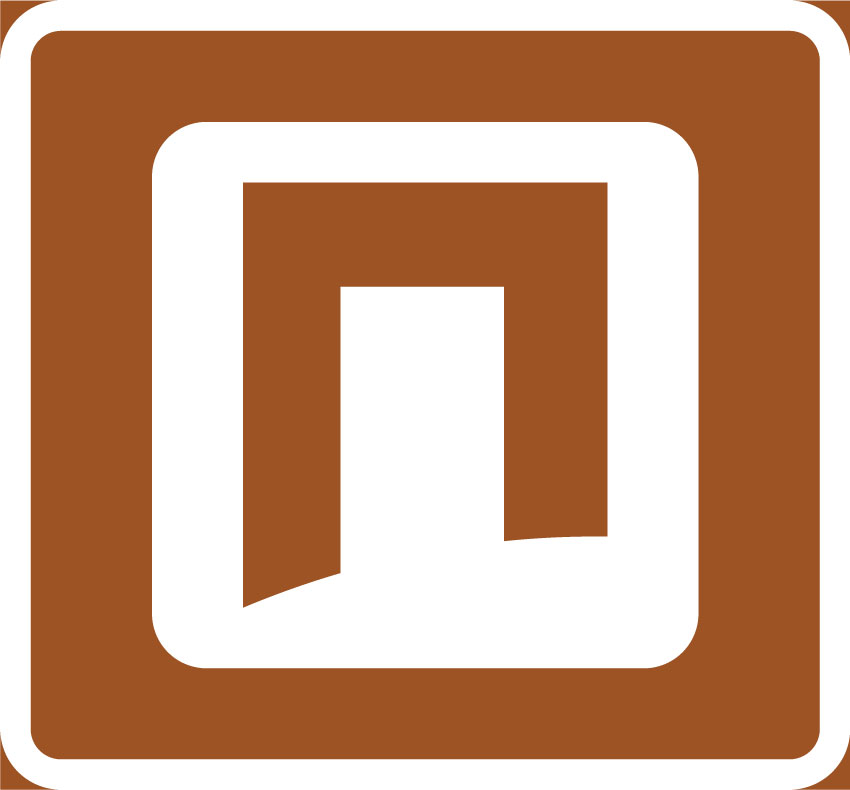
Naturschutzgebiet
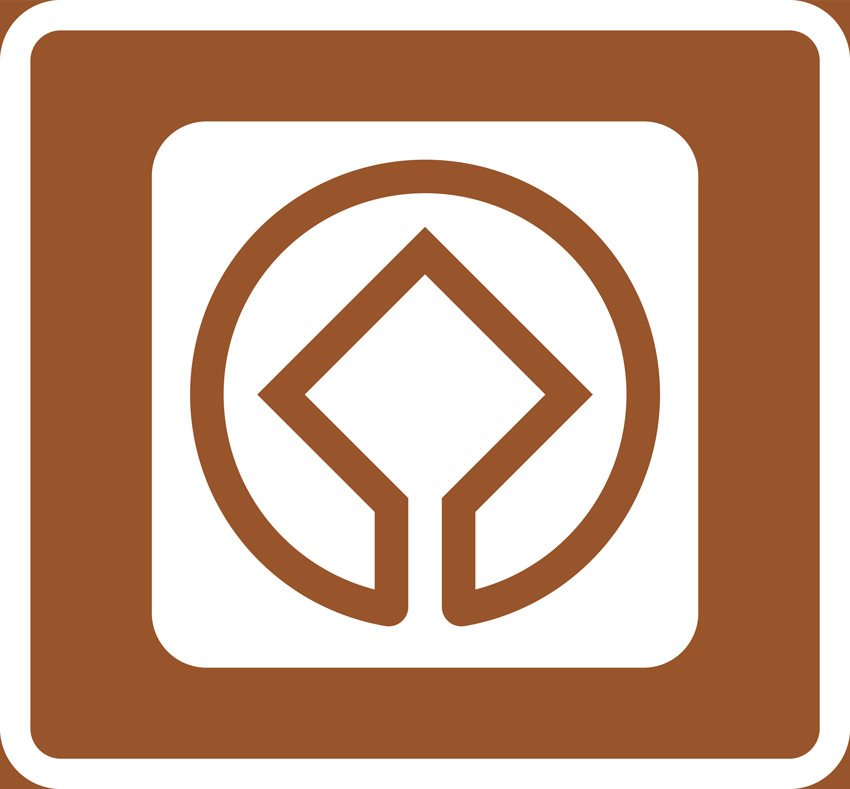
Welterbe
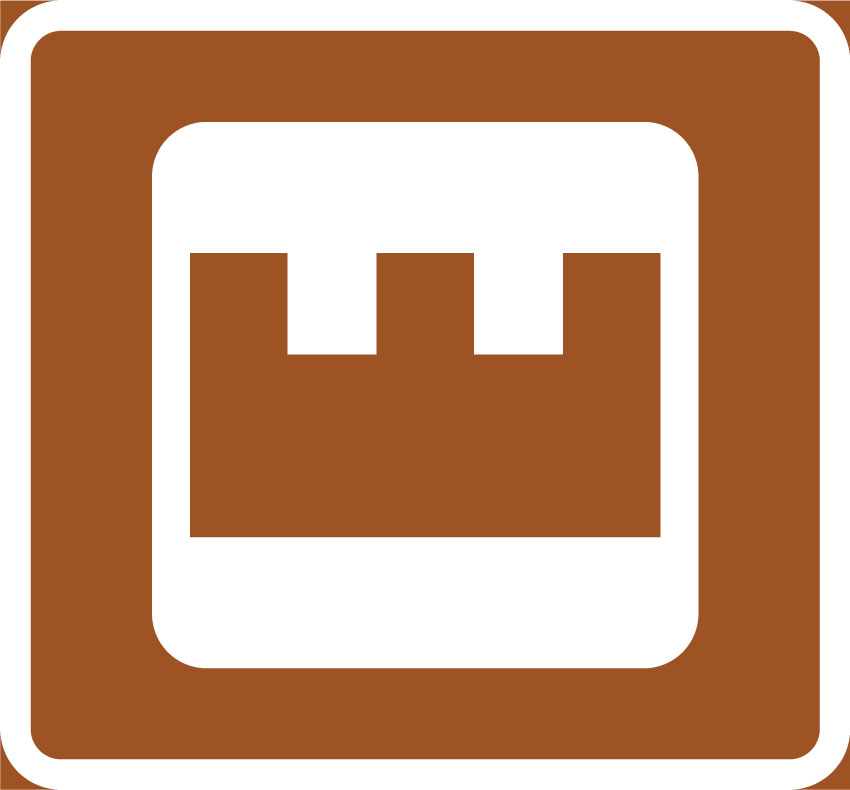
Nationale Befestigungen
Badebereich
Angelplatz
Wandergebiet
Skipiste
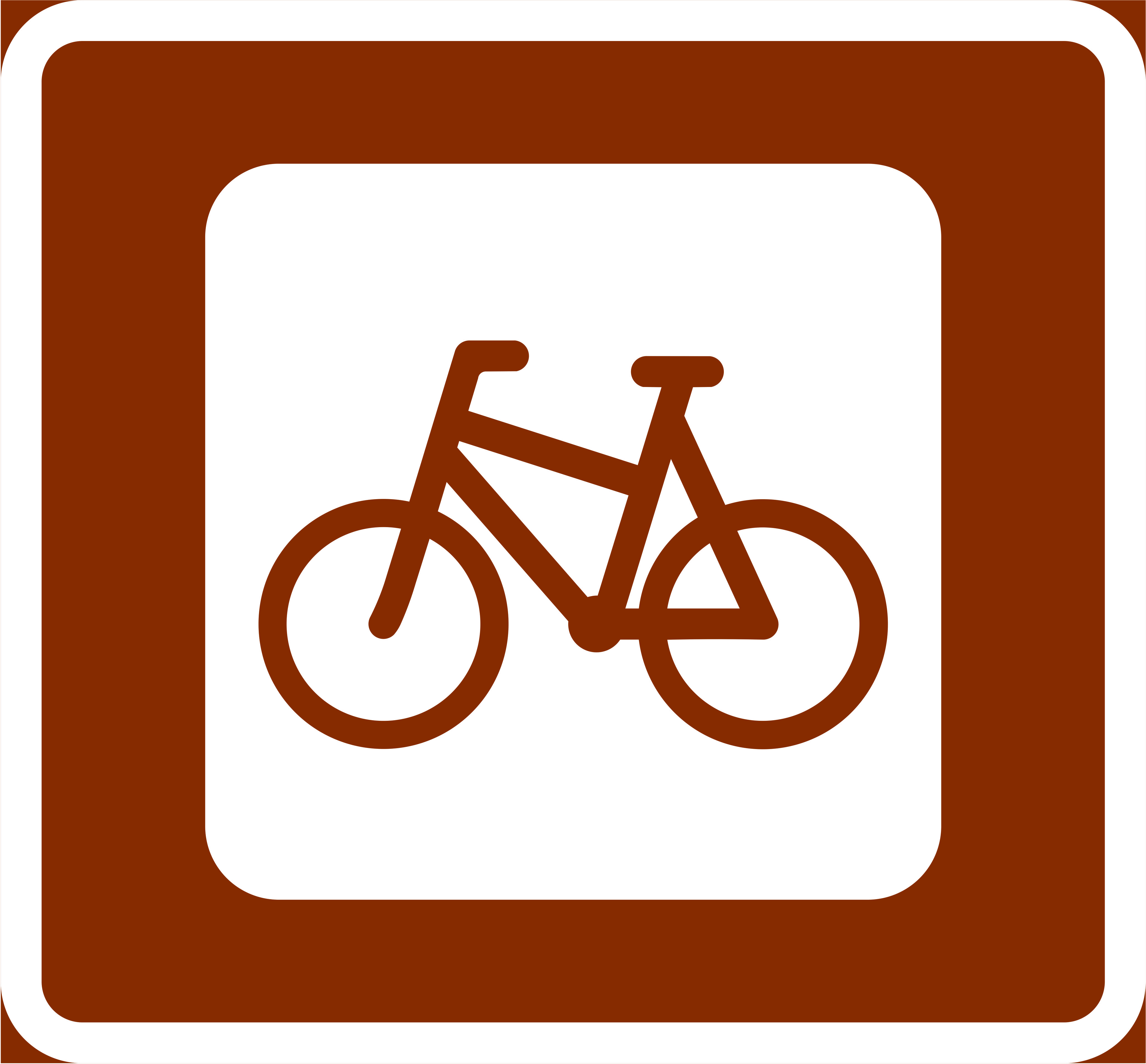
Radweg
Landwirtschaftliche Lebensmittel/ländlicher Tourismus
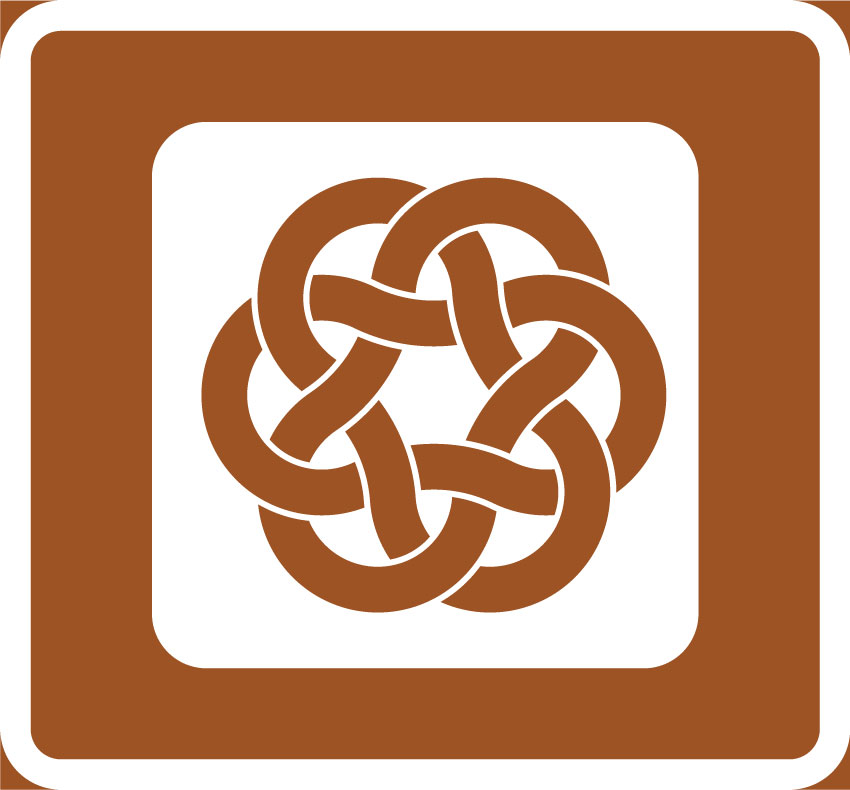
Erlebnisangebot mit kulturhistorischen Wert

## Wegweisungszeichen

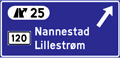
Europastraße mit Straßennummer
Nationalstraße mit Straßennummer
Kreisstraße mit Straßennummer
Ringstraße mit Straßennummer
Nationale Touristenstraße
Umleitungsstrecke für große Fahrzeuge
Strecke für gefährliche Gütertransporte
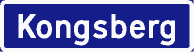
Ortseingangsschild
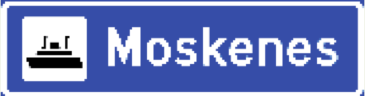
Ortseingangsschild mit Hinweis auf Fähre
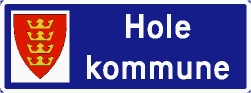
Ortseingangsschild
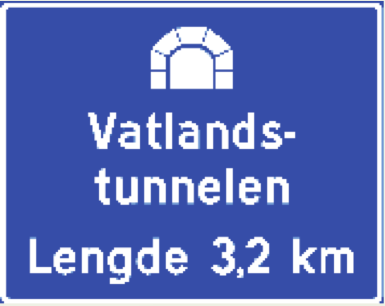
Tunnelname und Länge
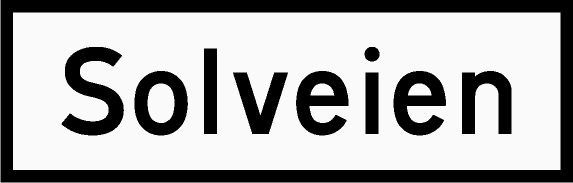
Straßennamensschild
Umleitung für bestimmte Fahrzeuggruppen
Vorübergehende Umleitung
Vorübergehende Umleitung aufgehoben
Fußweg mit Ortsnamen und Entfernung
Radweg mit Ortsnamen und Entfernung
Autobahn
Kraftverkehrsstraße
Mautstraße
Parkplatz
Parkhaus
Flugplatz/Flughafen
Hubschrauberlandeplatz
Busbahnhof/Busterminal
Bahnhof
Autofähre
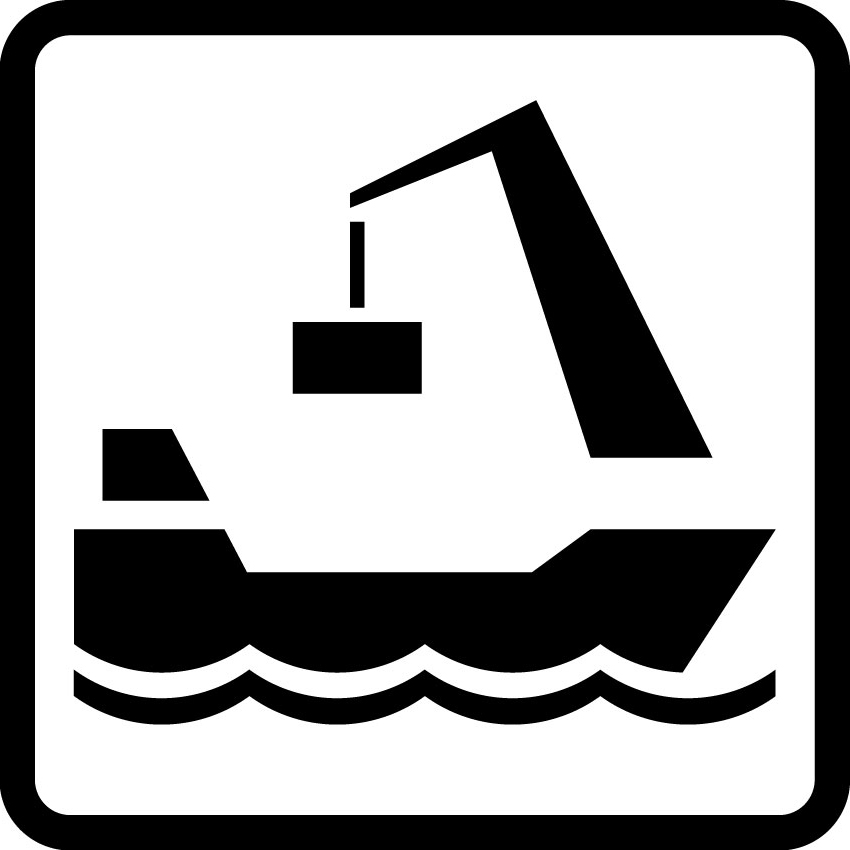
Güterhafen
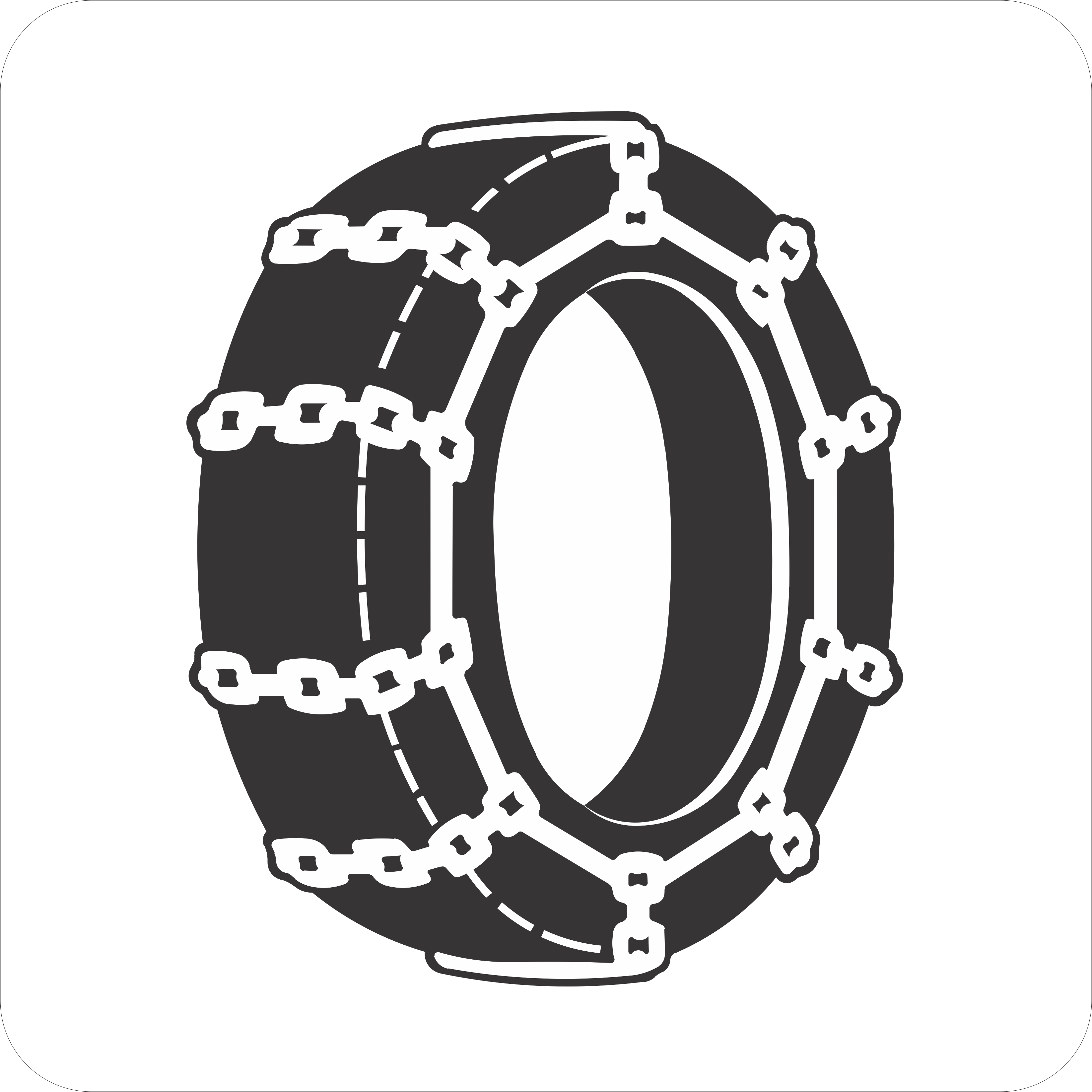
Schneekettenpflicht
Kirche
Industrie
Schwimmbad
Sprungschanze
Golfplatz
Zahlung per elektronischem Chip
Zahlung beim Beamten
Zahlung mit Münzen
Zahlung per Karte
Zahlung mit Scheinen
Vollautomatische Mautstation

## Zusatzzeichen

Entferung bis zum Beginn des Hauptzeichens
Länge der Gültigkeit des Hauptzeichens
Personenkraftfahrzeug
Transporter/LKW
Bus
Sattelzug
alle Arten von Anhängern
Fahrrad/Elektrokleinfahrzeug
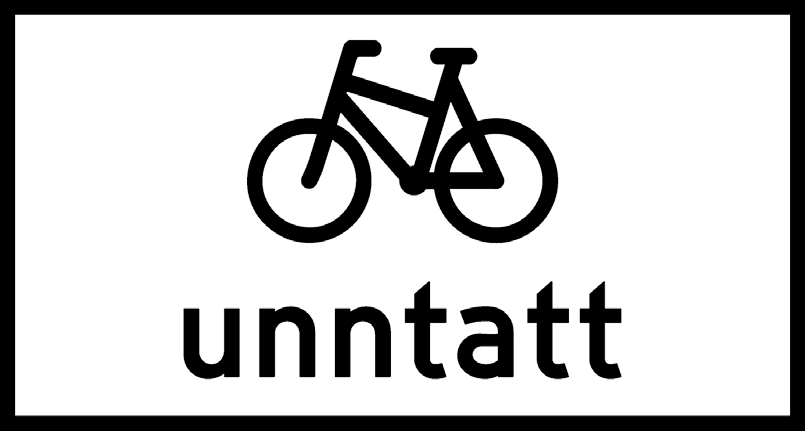
außer Fahrräder
Zweirädriges Motorrad
Wohnmobile
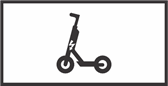
Elektrokleinfahrzeug
Hauptzeichen gilt nach dem Abbiegen (rechts)
Empfohlene Geschwindigkeit
Breite der Fahrspur
Besondere Unfallgefahr
Abknickende Vorfahrt
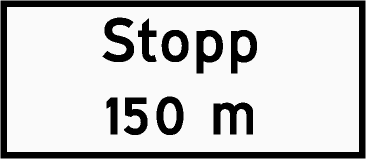
Stopp in 150 Metern
Radverkehr in beide Richtungen
Richtung in der das Hauptzeichen gilt (beide Richtungen)
Richtung in der das Hauptzeichen gilt (entgegen der Fahrtrichtung)
Richtung in der das Hauptzeichen gilt (in Fahrtrichtung)
Anordnung der Parkbuchten
Parkscheiben/Parkschein pflichtig
Zeiten wann das Hauptzeichen gilt

## Markierungszeichen

Hindernismarkierung
Ausfahrtsmarkierung Autobahn
Entfernung Tunneleingang / -ausgang
Leitpfosten links bzw. hinten
Leitpfosten rechts bzw. vorne
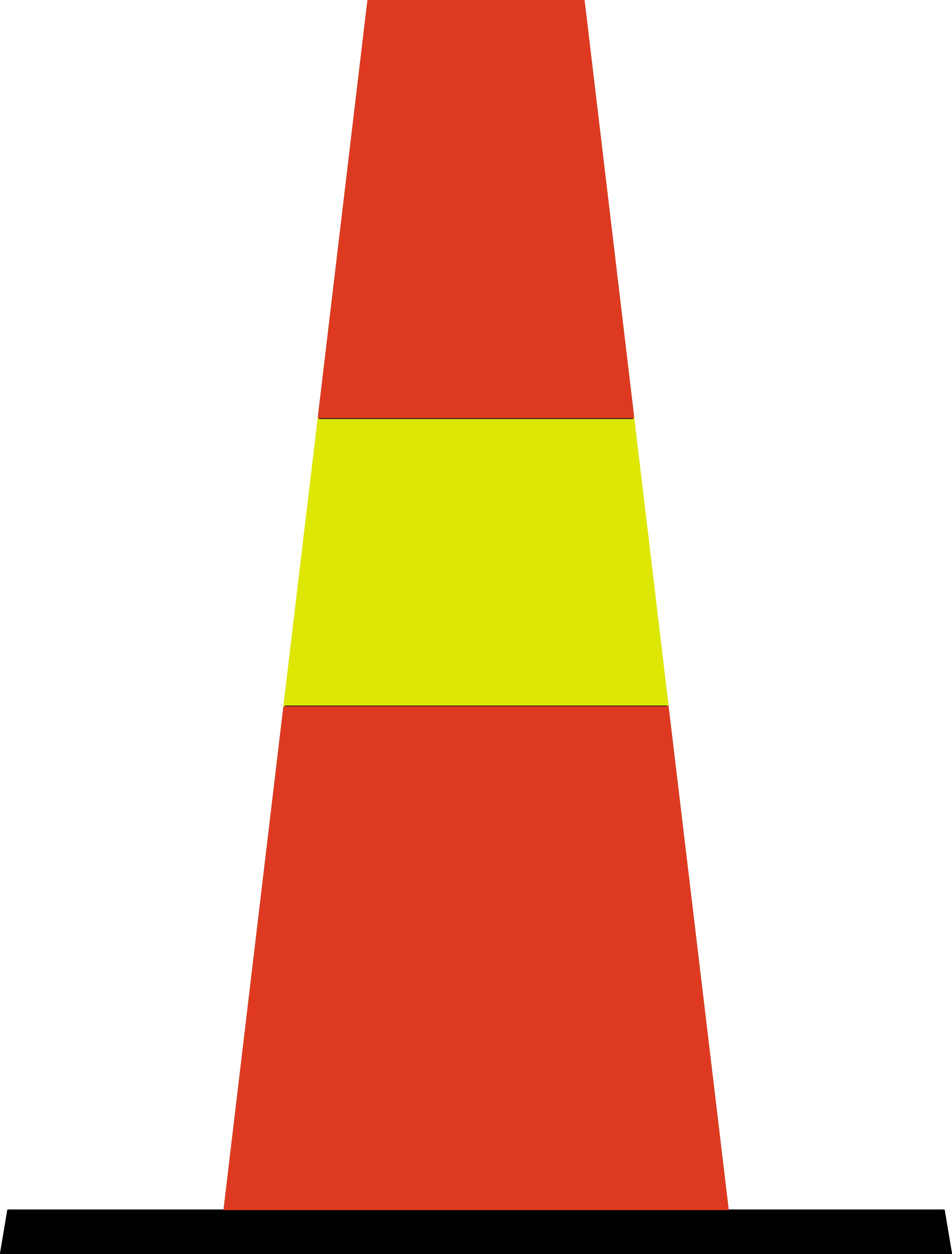
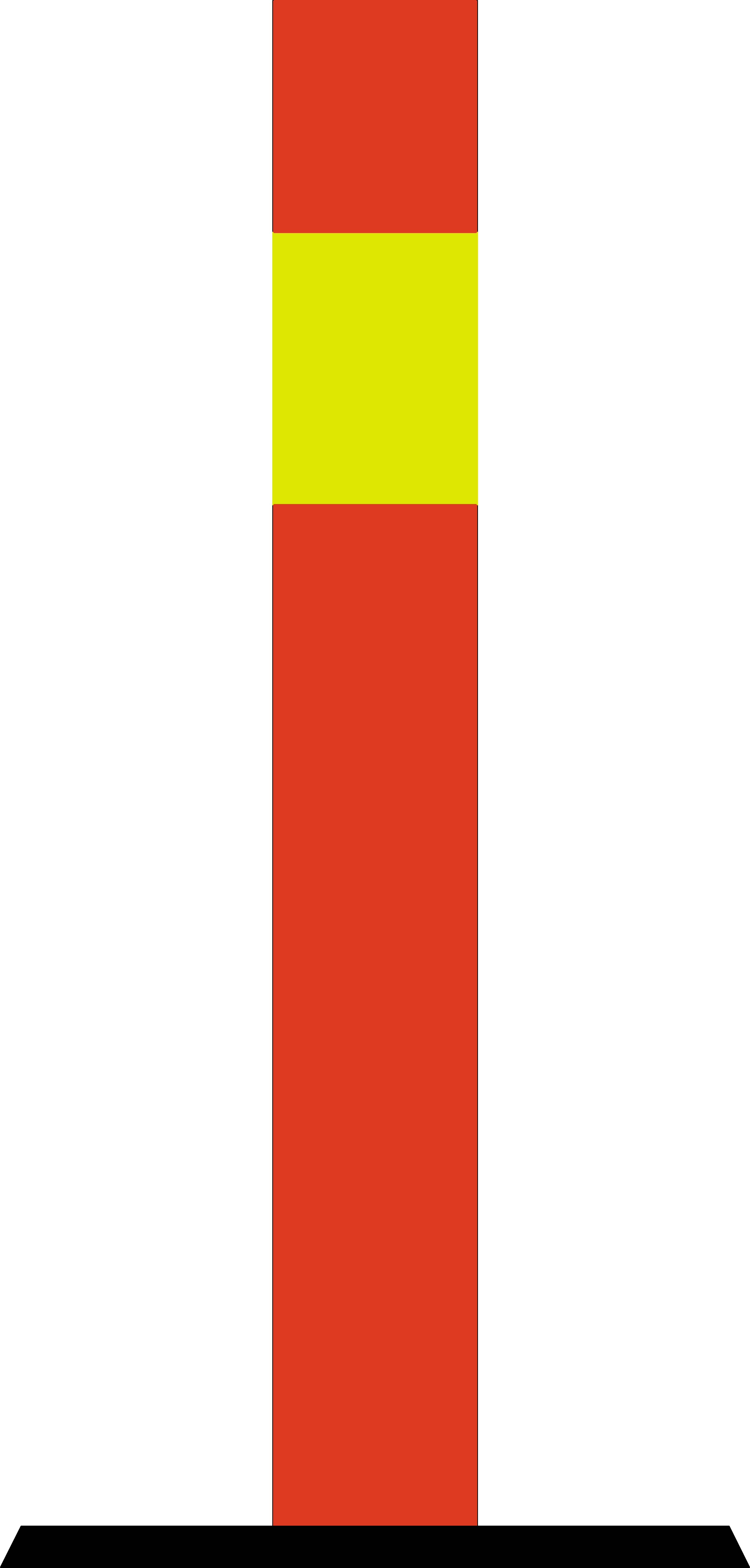